# 羊坪水库
羊坪水库是中国云南省丽江市永胜县境内的一座水库，位于羊河上，建于1958年。水库正常库容为3500万立方米，集雨面积为32平方千米，海拔为2509米。